# Icnofósil

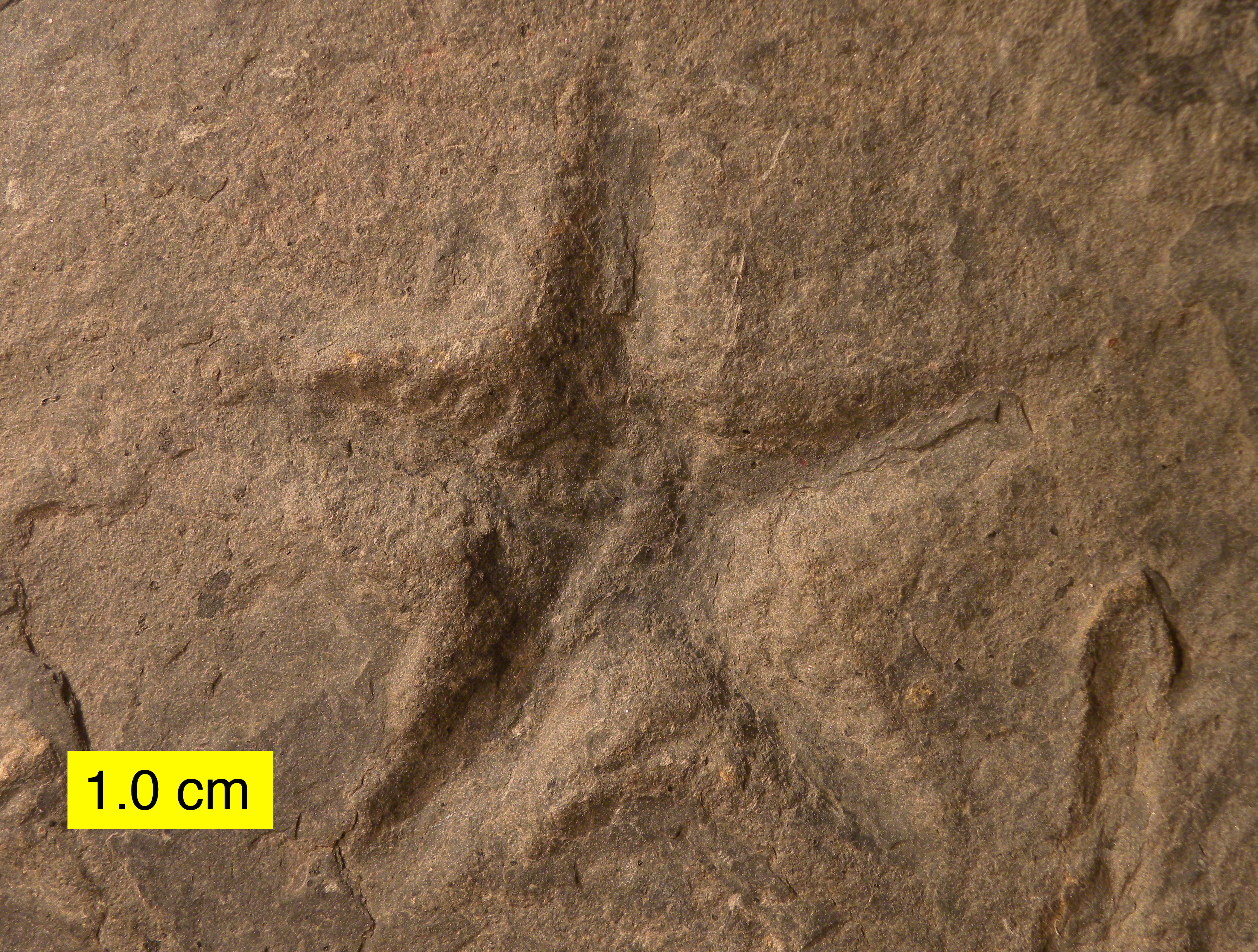
Asteriacites.

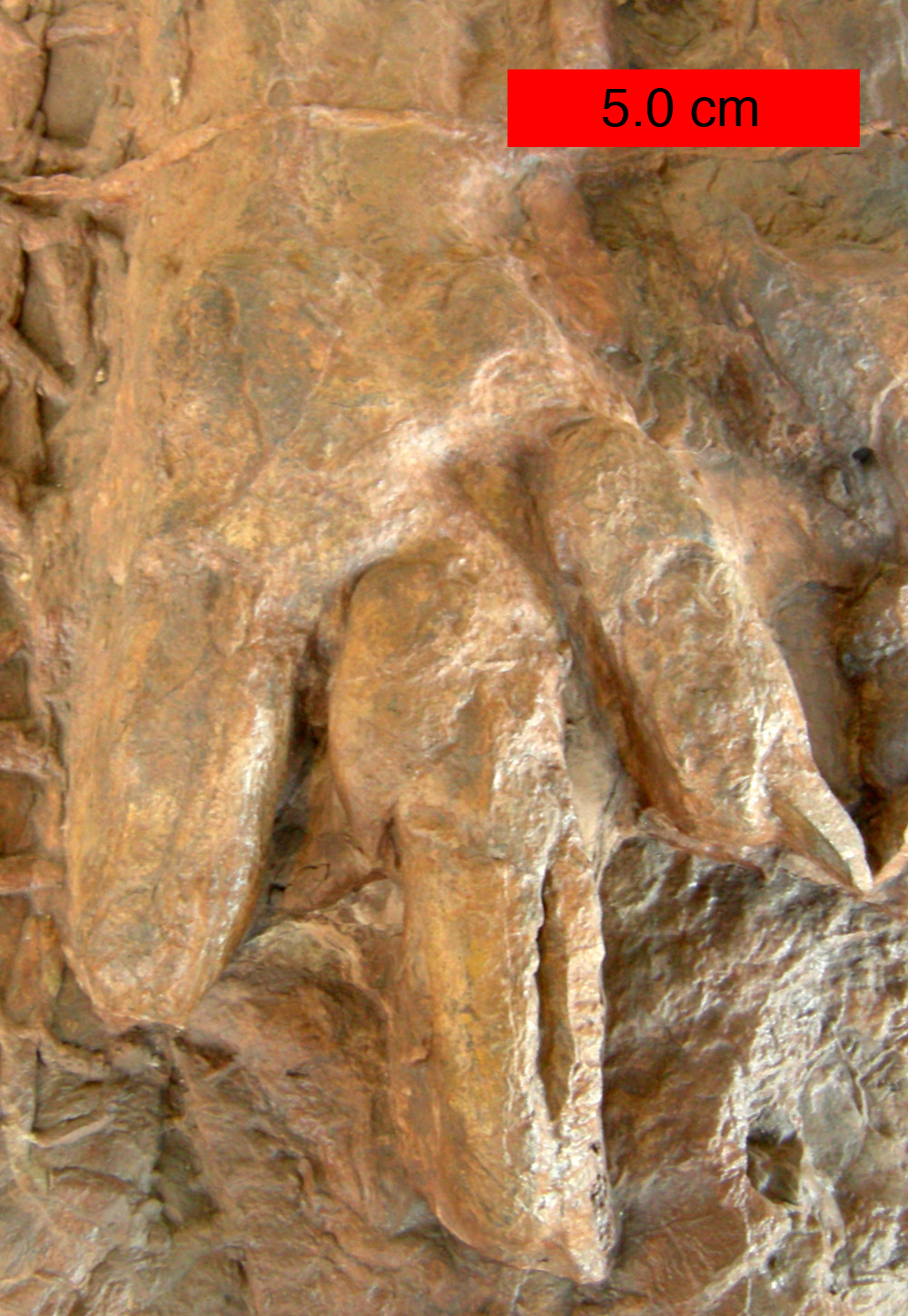
Eubrontes.

Los icnofósiles (del griego ἴχνος, ikhnos 'huella', 'marca') o pistas fósiles son estructuras etológicas fósiles individualmente identificables que reflejan en mayor o menor grado la morfología del organismo productor. Una pista puede estar formada por un solo elemento (por ejemplo, una madriguera o una pisada) o por varios elementos físicamente separados pero en conexión etológica (por ejemplo un rastro de pisadas o un reguero de pelets).
Los icnofósiles son objeto de estudio por parte de la Paleoicnología. Presentan características propias que los hacen identificables y permiten su clasificación como parataxones: icnogéneros e icnoespecies. Es raro que se puedan relacionar de manera inequívoca y precisa con el organismo que los originó, pero en general es posible inferir al menos la categoría taxonómica superior a la que pertenecía el organismo productor.

## Características generales
Los icnofósiles o rastros fósiles son aquellas estructuras conservadas de la actividad vital de organismos y reflejan el patrón de comportamiento que éstos poseían, su interacción con el medio en el que vivían y las propias características del sustrato. Un gran porcentaje de icnofósiles corresponden a la actividad de organismos de cuerpo blando que no suelen dejar fósiles, especialmente aquellos correspondientes al medio marino por lo que su análisis es muy importante para deducir ciertas características de la morfología del organismo que las produce pero especialmente para deducir las condiciones ambientales de lugar que habitaban.
Por lo general un mismo icnotaxón aparece en rocas de un rango temporal muy amplio y formadas en muy estrechos rangos ambientales. Esto no se debe a que el organismo que los produce haya estado presente durante en todo ese tiempo en el medio sino que un mismo nicho ecológico ha permanecido constante y los seres que habitaban en él han desarrollado comportamientos similares a lo largo del tiempo.

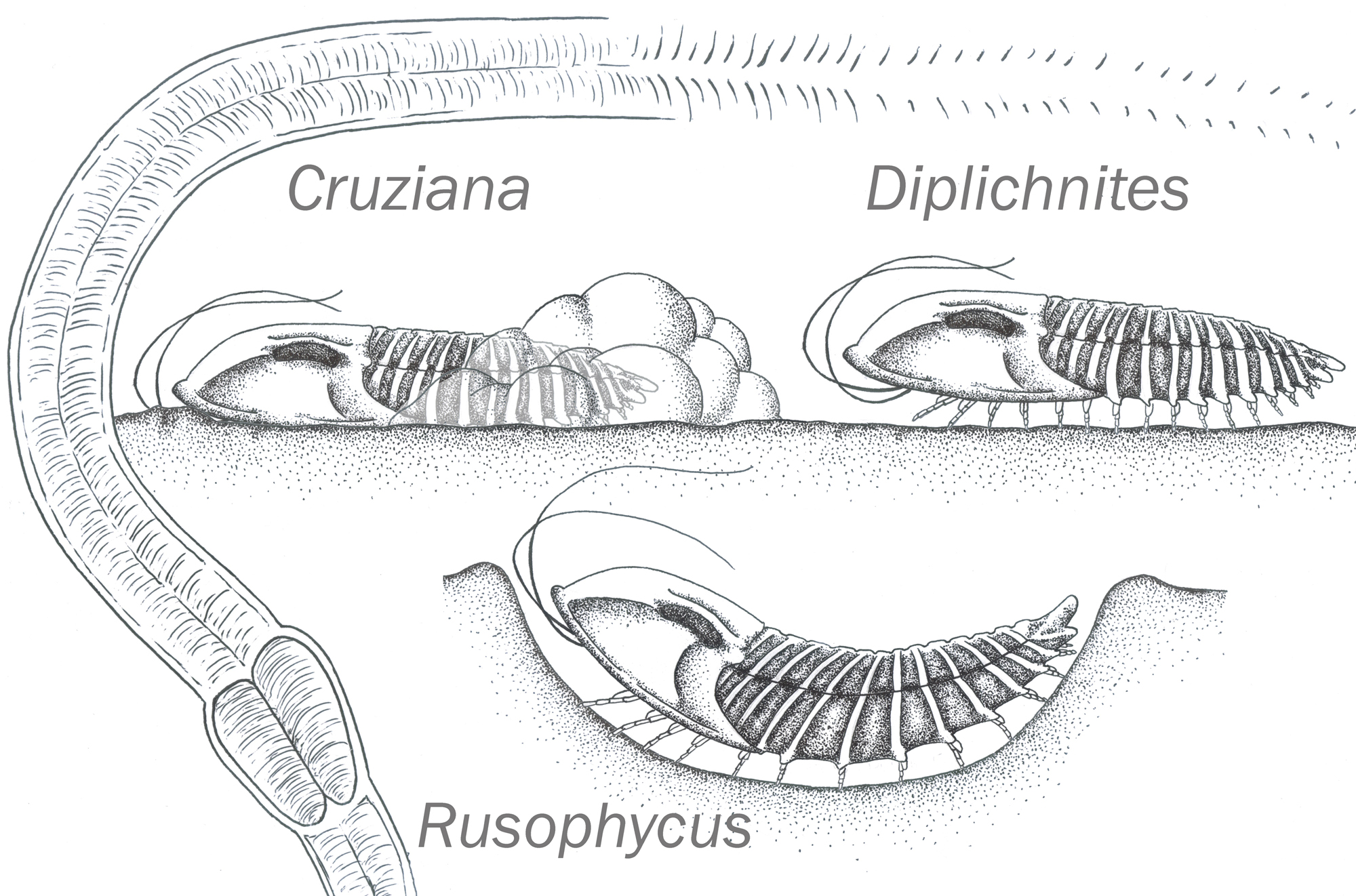
Un organismo puede producir más de un icnotaxón.

Teniendo en cuenta lo anterior pueden establecerse cuatro características básicas de los icnofósiles:

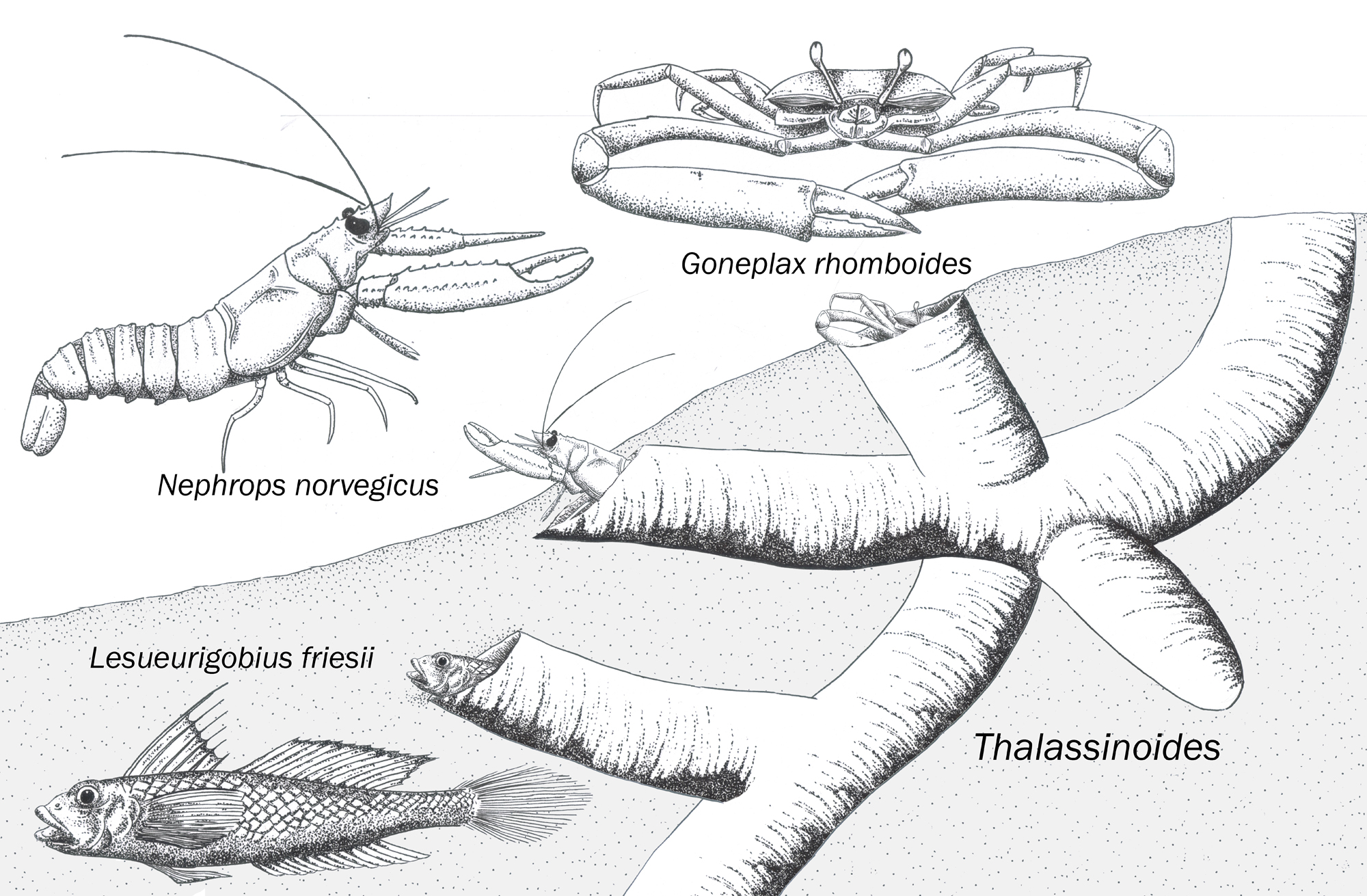
Varios organismos diferentes pueden producir juntos un mismo icnotaxón.

- Un mismo organismo puede producir más de un icnotaxón debido a que puede presentar diferentes comportamientos en su actividad. De este modo los comportamientos de desplazamiento, alimentación, depredación, descanso o acecho de un animal dejan en el medio rastros diferentes. Un ejemplo clásico son los icnofósiles asignados al comportamiento de trilobites. Así tanto los icnofósiles denominados Cruziana que aparecen como rastros bilobulados como Diplichnites con rastros formados por impresiones de apéndices fueron realizados durante el desplazamiento de estos invertebrados por el fondo arenoso, el primero mientras removía el sedimento en busca de alimento y el segundo mientras se movía sobre él. De igual modo este mismo organismo puede producir los rastros llamados Rusophycus al descansar sobre el lecho marino y Cheiichnus al descansar en el fondo de galerías excavadas.Varios organismos pueden formar icnotaxones similares.

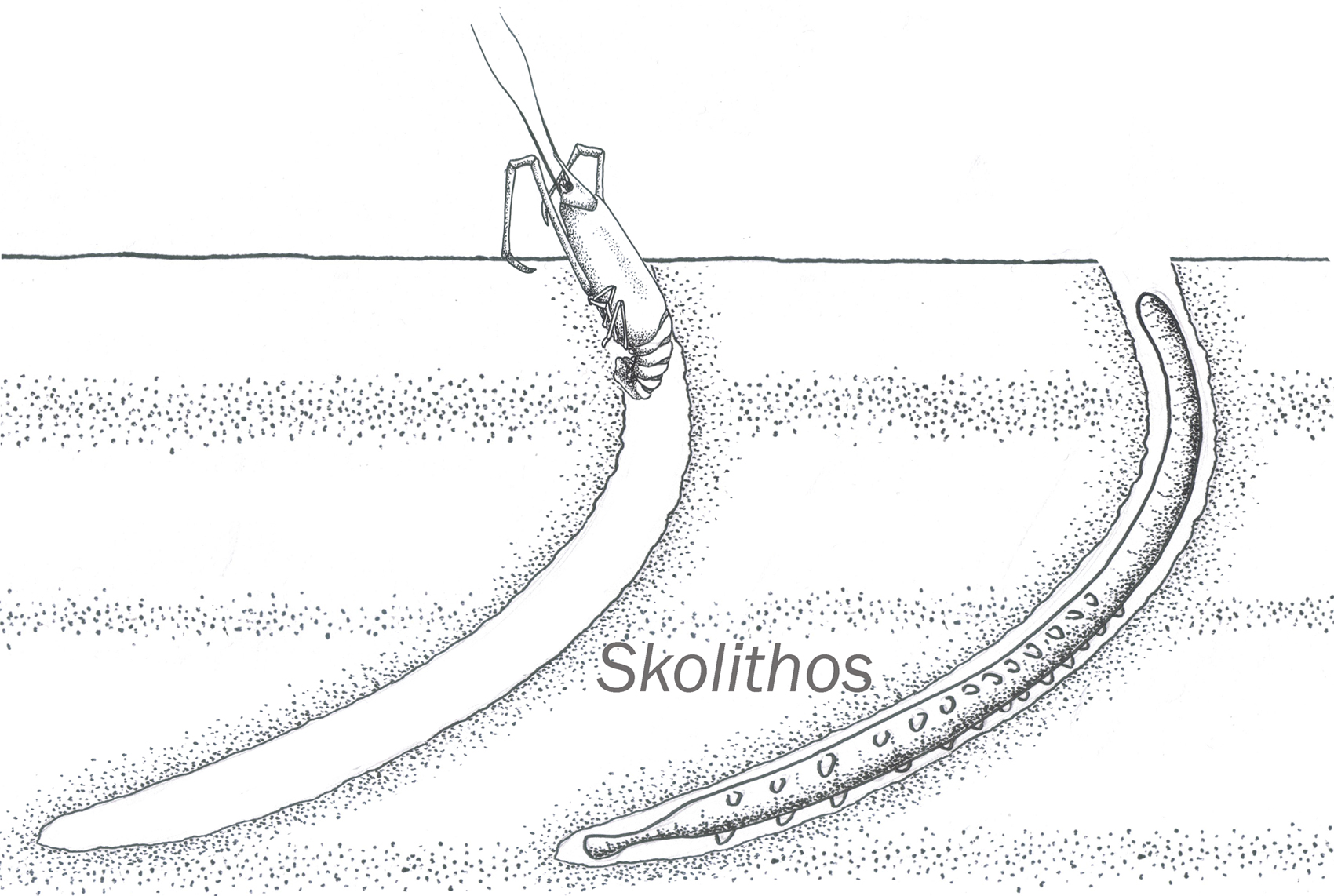
Varios organismos pueden formar icnotaxones similares.

- Un mismo icnotaxón puede estar producido por varias especies debido a que pueden haber tenido el mismo comportamiento. Por lo general los rastros más simples reflejan una interacción más débil entre el organismo productor y el sustrato y reflejan en su morfología menos características anatómicas por lo que las diferencias entre estos rastros simples, aunque los hayan realizado animales muy diferentes, son menores. Los icnotaxones formados por desplazamientos en fondos marinos son algunos de los más habituales y que pueden corresponder a taxones más variados. Por ejemplo los icnotaxones Helminthoidichnites, que se corresponde con el rastro de un movimiento horizontal divagante, Helminthoides, con rastros horizontales meandriformes, o Skolithos, con galerías de desplazamiento vertical, pueden haber sido realizados tanto por anélidos, como por nematodos, crustáceos o sipuncúlidos.

- Varios organismos pueden producir un único icnotaxón complejo. Debido a que reflejan comportamientos biológicos los organismos que presentan interacciones biológicas tales como comensalismo, simbiosis o depredación pueden realizar rastros fósiles únicos. Los estudios actuales sobre interacciones revelan que éstas son muy habituales y que es común que varias especies compartan un mismo hábito y produzcan trazas comunes. Es habitual en la construcción de galerías en sustratos marinos donde varias de ellas pueden simplemente conectar, como por ejemplo los actuales decápodos Nephrops norvegicus y Goneplax rhomboides y el pez Lesueurigobius friesii, que forman conjuntamente una red de galerías de alimentación. En otros casos la conexión de galerías puede beneficiar a uno de los organismos como se observa cuando el crustáceo Jaxea nocturna conecta su red a la del poliqueto Maxmuelleria lankesteri para aprovechar los nutrientes que éste introduce en ella o cuando Nephrops norvegicus depreda al también constructor de galerías Calocaris macandreae.[2][3] Son pocos los icnofósiles en los que han podido reconocerse comportamientos más complejos probablemente debido a la dificultad de interpretación que manifiestan.
- La misma estructura puede presentar diferentes formas de conservación en diferentes sustratos. La variabilidad de sustratos debida a grosor del grano, posición del estrato o consistencia del medio son fundamentales tanto en la morfología del rastro como en la conservación del fósil. Un ejemplo de esto es el icnofósil Nereites consistente en túneles excavados en sedimentos que puede aparecer bajo la forma Neonereites cuando son excavados en la base de estratos arenosos y Scalarituba cuando aparece en su techo.

## Clasificación etológica de los icnofósiles
Respecto a la interacción organismo-sustrato.
Los icnofósiles como estructuras etológicas resultadas de la actividad de un organismo en un sustrato son a su vez estructuras sedimentarias al contribuir en la génesis y formación de los sedimentos. Respecto a esta interacción entre el organismo productor y el propio sedimento se establecen cuatro tipos de estructuras sedimentarias etológicas:
- Estructuras de bioturbación: se producen por la alteración de la estructura normal de un sustrato no consolidado por parte de organismos que lo utilizan como morada, reposo, alimentación o que se desplazan sobre o dentro de él.
- Estructuras de bioerosión: se producen por la parcial destrucción de sustratos que se encuentran consolidados, tanto sustratos geológicos como biológicos. Los organismos causan perforaciones, roeduras, pulidos o raspaduras en elementos inertes que les sirven de morada o alimento.
- Estructuras de biodepósito: se producen por la adición de sustrato al sedimento sin ordenación laminar o estratificada. Se trata habitualmente de estructuras formadas por procesos digestivos, excrementos, pélets fecales o regurgitaciones aunque también incluye otras causas como pélets de excavación o residuos de estructuras de bioerosión.
- Estructuras de bioordenación: se producen por la adición de sustrato al sedimento o reordenación del sustrato en ordenación laminar o estratificada como los estromatolitos o sin esta ordenación como los microfitolitos.

Respecto al comportamiento etológico del organismo en el sustrato.
Esta clasificación fue propuesta por Adolf Seilacher en 1953, y tiene la ventaja de corresponder a las necesidades y al comportamiento del animal que las ha originado, lo cual queda reflejado en la forma y en la disposición de la huella. Esta clasificación, que es generalmente adoptada, comprende los siguientes tipos de huellas:
- Domichnia: Grupo de pistas que indican la construcción de una morada. Son relieves completos de formas cilíndricas rectas, casi siempre perpendiculares a la estratificación, a veces en forma de U o también ramificados. Frecuentemente están construidas por animales semisésiles suspensívoros y también por carnívoros y sedimentívoros. Destaca los icnofósiles Arenicolites y Skolithos.
- Cubichnia: Grupo de pistas que indican un comportamiento de reposo. Reproducen en mayor o menor medida el tamaño y la morfología latero ventral de sus productores y suelen contener los elementos de simetría del organismo responsable. Destacan Asteriacites y Rusophycus; estos últimos se achaca a la presencia de trilobites.
- Repichnia: Grupo de pistas que indican un comportamiento de locomoción. Son estructuras epi o intraestratales, que constituyen un solo elemento acintado cuando son producto de reptar o bien grupos de huellas lineados cuando se generan por el paso o la carrera de un animal. Destacan Cruziana (asociado a trilobites), Gordia y Diplichnites.
- Pascichnia: Grupo de pistas que indican un comportamiento de alimentación producidas por organismos micrófagos vágiles en o cerca de la interfase agua/sedimento. Su modo de conservación es como semirrelieves. Sus trazados, muy regulares (meandriformes, espiralados), han sido interpretados como patrones de máximo aprovechamiento de un recurso alimenticio limitado. Destacan Helminthoida y Phycosiphon.
- Fodinichnia: Grupo de pistas de alimentación producidas por organismos semisésiles que buscan a la vez comida y habitación dentro del sedimento. Este comportamiento produce pistas de relieve completo subparalelas a la estratificación y de formas muy variadas. Destacan Phycodes y Planolites.
- Agrichnia: Grupo de pistas que representan un comportamiento de construcción de madrigueras, generalmente cilíndricas, que sirven a la vez de morada y de granja o trampa, por la que se desplazan sus productores recolectando alimento. Conforman madrigueras y sistemas de madrigueras (en ocasiones en forma de red) regulares, más o menos complejas, paralelas a la estratificación, que suelen conservarse como semirrelieves. Destacan Paleodictyon y Spirorhaphe.
- Fugichnia: Estructuras (con varios tipos de comportamiento inicial: morada, reposo, etc.) producidas al migrar bruscamente su productor en dirección vertical u oblicua a la estratificación mientras:

1. Intenta escapar de la posibilidad de enterramiento por sedimentación.
2. Intenta escapar de la posibilidad de desenterramiento por erosión.
3. Intenta escapar de la amenaza de un depredador.

- Praedichnia: Marcas de depredación.

Son pistas de relieve completo o de relieve hendido, junto a las que se conservan restos de sus anteriores emplazamientos.

## Tipos de icnofacies

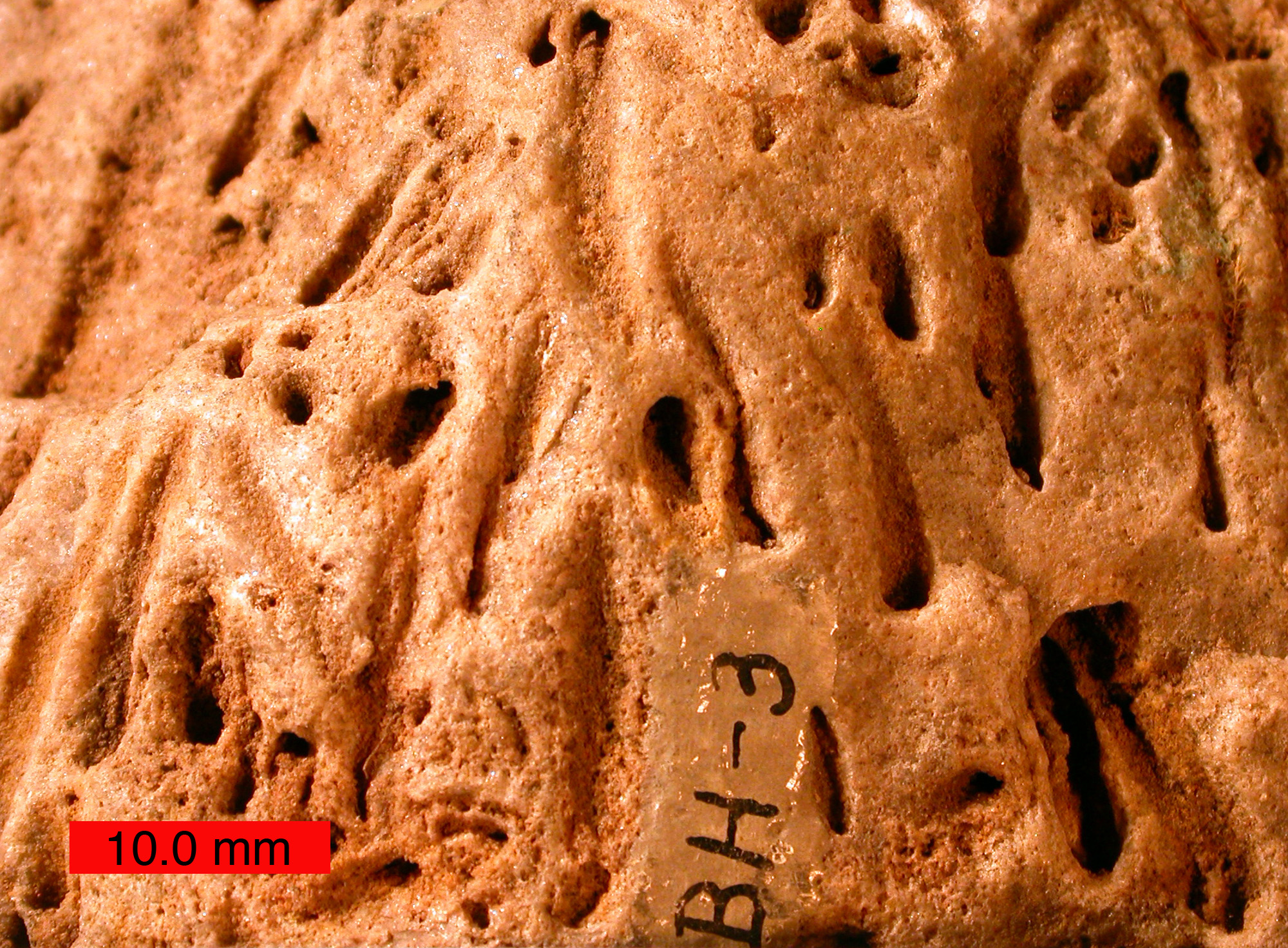
Skolithos.

El concepto de icnofacies fue introducido por Adolf Seilacher en 1964 como una herramienta simple para análisis sedimentológicos al estar basado fundamentalmente en consideraciones batimétricas. Aunque el modelo fue bien aceptado por la comunidad científica, de seis icnofacies descritas inicialmente hoy se contemplan hasta catorce, su validez hoy es limitada debido a que los avances en sedimentología han puesto de manifiesto su excesiva simpleza.
- Icnofacies marinas en sustrato blando:
  - Icnofacies de Psilonichnus (Frey y Pemberton, 1987). Se corresponde con la zona supralitoral, ambientes dunares y playas donde aparecen fundamentalmente madrigueras de cangrejos (Psilonichnus) que pueden estar asociadas a pistas de otros invertebrados y vertebrados. Fue definida a partir de icnocenosis presentes en la actualidad y su identificación en el registro fósil es aún escasa.
  - Icnofacies de Skolithos (Seilacher, 1964). Se corresponde con zonas de alta energía hidrodinámica en medios marinos someros y menos frecuentemente en medios marinos profundos. Aparece en zonas litorales de playas con cordones arenosos y deltas donde el proceso erosivo es fuerte y borra la mayoría de los rastros. Aparecen sobre todo pozos verticales de organismos endobentónicos tales como gusanos poliquetos y bivalvos (Arenicolites, Diplocraterion,  Monocraterion y Skolithos) o crustáceos decápodos (Ophiomorpha y Thalassinoides).
  - Icnofacies de Arenicolites (Bromley y Asgaard, 1991). Aparece tanto en medios continentales someros como profundos en los que se produce un depósito sedimentario arenoso sobre un sustrato de otro tipo por un acontecimiento puntual, meteorológico por ejemplo. El medio es rápidamente ocupado por organismos suspensívoros hasta que vuelve a sus condiciones anteriores. Aparecen trazas de pozos verticales y los icnogéneros Arenicolites, Skolithos y Polyklandichnus.

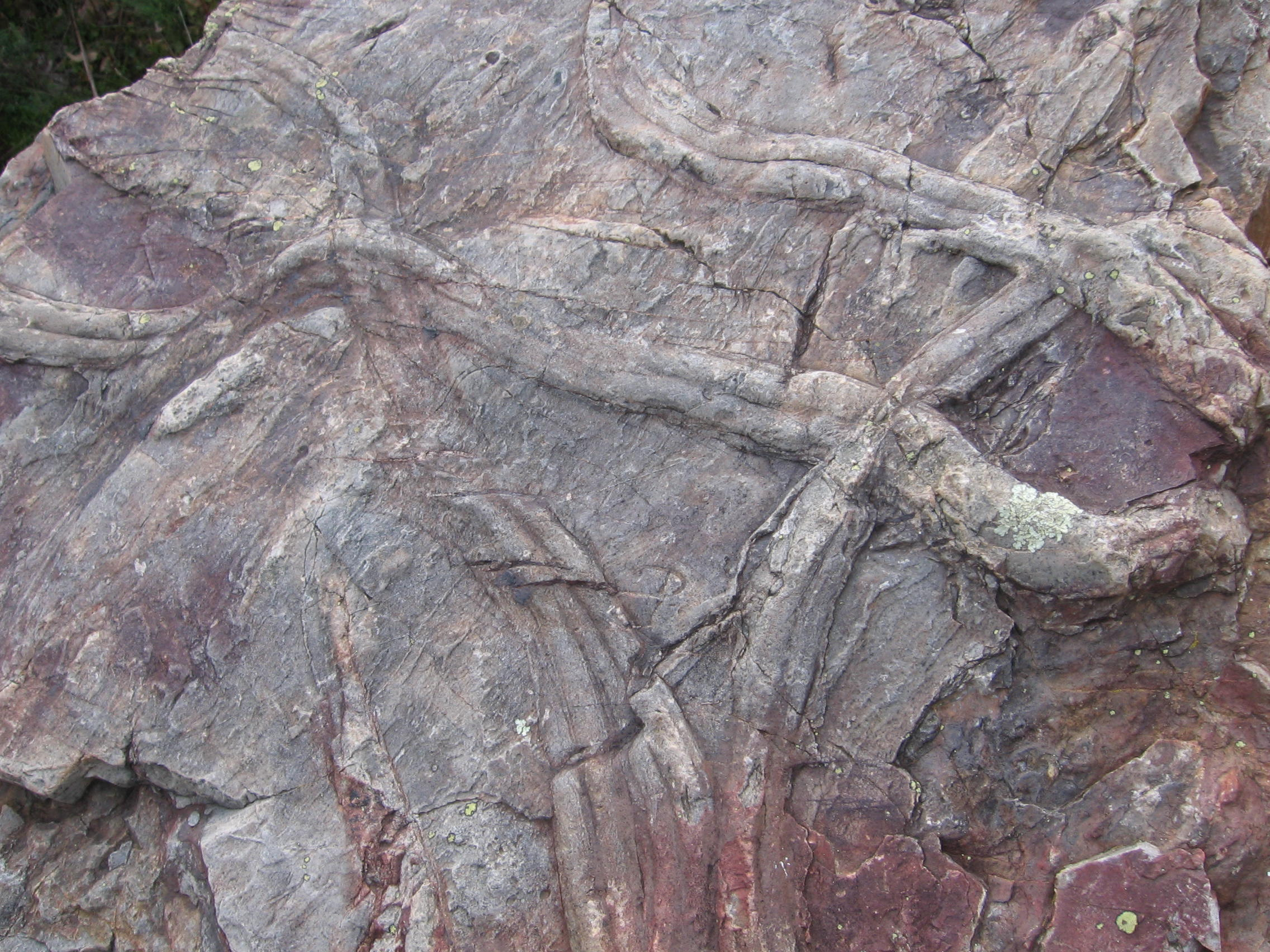
Cruziana.

- - Icnofacies de Cruziana (Seilacher, 1964). Se corresponde con zonas de baja energía, fundamentalmente en la plataforma entre los niveles de oleaje normal y de tormenta aunque también aparece en estuarios. Al haber una erosión muy limitada o inexistente los rastros permanecen mucho tiempo, conservándose incluso aquellos más tenues, hasta el punto de que pueden solaparse. Presenta una gran diversidad de icnotaxones donde se incluyen huellas de superficie como Cruziana, Asteriacites, Crossopodia y Rusophycus y trazas horizontales de organismos endobentónicos como Chondrites, Phycodes, Planolites, Rhizocorallium o Teichichnus.
  - Icnofacies de Zoophycos (Seilacher, 1964). Se corresponde con medios de baja energía y baja sedimentación pertenecientes a la zona batial. El sustrato de grano fino y la escasa turbación permite un gran desarrollo de comunidades animales. Aunque pueden aparecer numerosos taxones, en aquellos sedimentos pertenecientes a zonas muy estables las trazas de Zoophycos, Chondrites y Planolites pueden ocupar la totalidad del estrato y borrar huellas anteriores permaneciendo únicamente las trazas verticales.

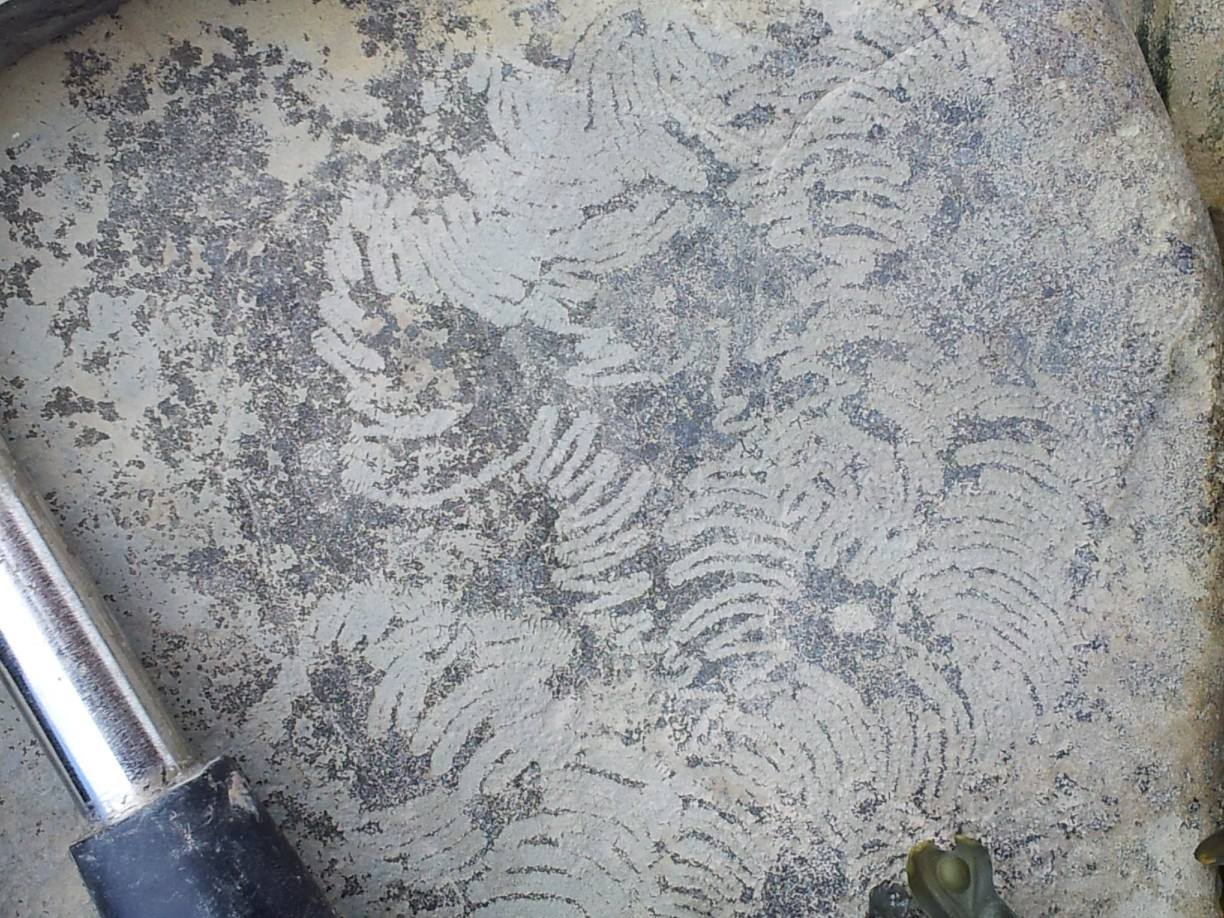
Nereites.

- - Icnofacies de Nereites (Seilacher, 1964). Se corresponde con las zonas marinas más profundas, con profundidades superiores a los 2000 metros salvo en depósitos del Cámbrico donde aparece en medios someros al haber formado antes de la migración de los organismos que las producen. Aparece asociada a sistemas turbídicos de modo que se han propuesto tres icnosubfacies atendiendo al lugar de deposición del sedimento.[8][9]
    - Icnosubfacies de Paleodictyon (Seilacher (1974)) en zonas próximas a sistemas turbídicos donde los sedimentos arenosos permanecen en reposo. Predominan los icnotaxones  Paleodictyon, Helicolithus, Urohelminthoida y Desmograpton.
    - Icnosubfacies de Nereites (Seilacher (1974)) en zonas distales a sistemas turbídicos con sedimentos alternantes muy delgados de arena y fango. Predominan los icnotaxones  Nereites, Phycosiphon, Dictyodora y Phycosiphon.
    - Icnosubfacies de Ophiomorpha rudis (Uchman (2001)) en depósitos arenosos gruesos de los propios canales y lóbulos de sistemas turbídicos. Predominan los icnotaxones  Ophiomorpha rudis, Ophiomorpha annulata, Scolicia, Nereites irregularis y Chondrites.
- Icnofacies marinas en sustrato firme:
  - Icnofacies de Glossifungites (Seilacher, 1964). Presente en sedimentos consolidados y compactados aunque no litificados, comunes en medios sub e intemareales aunque pueden aparecer a cualquier batimetría. Aparecen sobre todo madrigueras excavadas tanto verticales como horizontales u oblicuas. Predominan los icnotaxones Glossifungites, Rhyzocorallium, Diplocraterion, Spongeliomorpha, Thalassinoides paradoxicus y Gastrochaeonolites.
- Icnofacies marinas en sustrato duro:
  - Icnofacies de Trypanites (Frey y Seilacher, 1980). Esta icnofacies comprende a todas las perforaciones en sustratos duros según su descripción original. El taxón que le da nombre Trypanites tiene un muy amplio registro geológico pero aunque en rocas del Paleozoico es el único presente se hace más escaso en épocas posteriores cuando aparecen otros organismos capaces de perforar sustratos duros. Debido a ello en la actualidad se mantiene su definición original pero para rocas de Paleozoico.

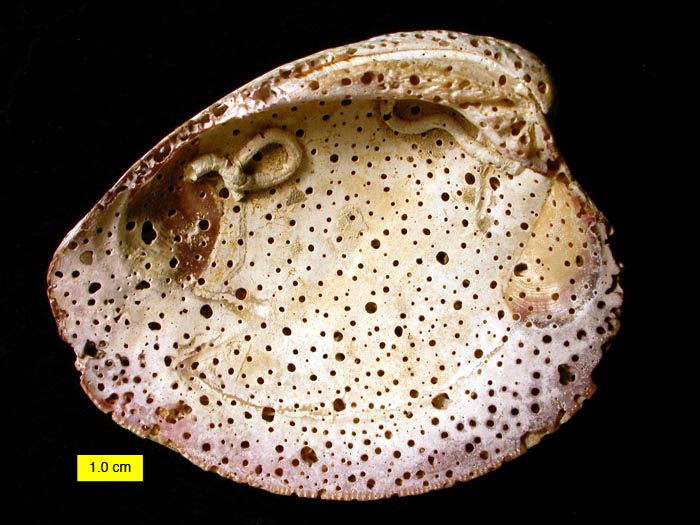
Entobia.

- - Icnofacies de Entobia (Bromley y Asgaard, 1993). Corresponde fundamentalmente con costas rocosas aunque también se ha asociado a arrecifes del Mesozoico y Cenozoico. Aparecen perforaciones profundas debido a que el sustrato se ve sometido a erosión superficial. Los taxones más comunes son Entobia, Gastrochaenolites, Maeandropolydora, Caulostrepsis, Circolites y Trypanites.
  - Icnofacies de Gnatichnus (Bromley y Asgaard, 1993). Corresponde a medios con sustrato duro y cierto grado de sedimentación donde las perforaciones son superficiales, la erosión no las elimina y la sedimentación las cubre con frecuencia. Son fundamentalmente rastros de incrustación o soporte al medio así como rastros de habitación. Presenta gran variedad de taxones, Gnatichnus, Radulichnus, Renichnus, Centrichnus, Rogerella y Entobia.
- Icnofacies marinas en sustrato vegetal:
  - Icnofacies de Teredolites (Bromley et al., 1984). Corresponde a ambientes marinos someros y litorales donde están presentes trozos de madera o troncos que inicialmente estaban incluidos en la icnofacies Trypanites. El único taxón de esta icnofacies es Teredolites un bivalvo perforador de madera.
- Icnofacies continentales:
  - Icnofacies de Termitichnus (Smith et al., 1993). Se corresponde a ambientes terrestres subaéreos, con trazas de habitación y alimentación. Es característico de llanuras costeras y zonas marginales de dunas y barras litorales o fluviales. Las trazas presentes son formadas por artrópodos, anélidos y plantas y es especialmente notable la presencia de hormigas, escarabajos y abejas. Predominan los icnotaxones Termitichnus, Edaphichnus, Scaphichnus, Celliforma y Kraussichnus.
  - Icnofacies de Scoyenia (Seilacher, 1997). Se corresponde con llanuras de inundación y zonas de transición entre ambientes subaéreos y subacuáticos. Aparecen fundamentalmente trazas horizontales alimentación, trazas de habitación y de desplazamiento de multitud de taxones. Aparecen los icnotaxones Scoyenia, Beaconites, Taenidium, Skolithos, Camborygma, Cruziana, Diplichnites y Umfolozia.
  - Icnofacies de Mermia (Buatois y Mángano, 1995). Se corresponde con medios lacustres permanentes con marcas horizontales de alimentación y locomoción de varios grupos animales, anélidos, artrópodos o peces. Los icnotaxones más comunes son Mermia, Gordia, Helminthoidichnites, Treptichnus, Undichna y Cochlichnus.